# Gruppo Sportivo Oratorio Pallavolo Femminile Villa Cortese
Gruppo Sportivo Oratorio Pallavolo Femminile Villa Cortese var en volleybollklubb (damer) från Villa Cortese, Italien. Klubben bildades 1978 och spelade länge i de lägre divisionerna. De debuterade i serie A1 (högsta serien) 2009/2010. De vann italienska cupen två gånger (2009-2010 och 2010-2011). Klubben lades ner 2013 och LJ Volley tog över dess plats i serie A1.
Av sponsorsskäl använde klubben nedanstående namn:
- Gruppo Sportivo Oratorio Pallavolo Femminile Villa Cortese (1978–2004)
- MC-Carnaghi Villa Cortese (2004–2012)
- Asystel MC Carnaghi Villa Cortese (2012–2013)